# Fadwa Sidi Madane
Fadwa Sidi Madane (arabe : فدوى سيدي مدان), née le 20 novembre 1994, est une athlète marocaine.

## Carrière
Fadwa Sidi Madane est médaillée d'argent du 2 000 mètres steeple aux championnats du monde jeunesse 2011 à Villeneuve-d'Ascq. Elle remporte la médaille de bronze du 3 000 mètres steeple aux championnats panarabes 2015 à Madinat 'Isa et la médaille d'or du 3 000 mètres steeple aux Jeux de la Francophonie 2017 à Abidjan. Aux championnats d'Afrique de cross-country 2018, elle est médaillée de bronze en relais mixte.